# Goeppertia monophylla

Goeppertia monophylla é uma espécie de  planta do gênero Goeppertia e da família Marantaceae.

## Taxonomia
A espécie foi descrita em 2012 por Stella Suárez e Finn Borchsenius.
Os seguintes sinônimos já foram catalogados:  
- Maranta monophylla  Vell.
- Calathea communis  Wand. & S.Vieira
- Goeppertia communis  (Wand. & S.Vieira) Borchs. & S.Suárez
- Calathea monophylla  (Vell.) Körn.
- Phrynium monophyllum  (Vell.) K.Koch

## Forma de vida
É uma espécie terrícola e herbácea.

## Descrição
Ervas de 0,4-1 m altura com lâmina foliar não ornamentada, verde. Brácteas verdes com margens enegrecidas, o ápice se desintegrando à medida que envelhecem, cálice e corola amarelo-claras, verdes com ápice marrom ou acinzentadas.

## Conservação
A espécie foi catalogada como Baixo Risco de Extinção para o Brasil. No estado do Espírito Santo (sudeste do Brasil) faz na Lista Vermelha das espécies ameaçadas se encontra reportada como Vulnerável. Esta última lista foi publicada em 13 de junho de 2005, por intermédio do decreto estadual nº 1.499-R.

## Distribuição
A espécie é endêmica do Brasil. Encontra-se nos estados de Bahia, Espírito Santo, Minas Gerais, Paraná, Rio de Janeiro, Rio Grande do Sul, Santa Catarina e São Paulo, no domínio fitogeográfico de Mata Atlântica.